# Калашников, Юрий (борец)
Юрий Калашников (4 октября 1998) — израильский борец вольного стиля.

## Спортивная карьера
В ноябре 2017 года завоевал бронзовую медаль на молодёжном чемпионате мира среди спортсменов до 23 лет в польской Быдгощи, победив в решающей схватке Романа Четадзе из Беларуси 7:4. В 1/8 финала победил американца Сэмюэля Джозефа Брукса 4:0. В четвертьфинале проиграл россиянину Алихану Жабраилову (0:10). В утешительной схватке за выход на схватку за 3 место против него не вышел иранский борец Алиреза Карими-Махиани. В августе 2018 года на молодёжном чемпионате Европы до 21 года в Риме в 1/8 финала поборол украинца Андрея Дубоносова, в 1/4 финала справился с белорусом Аркадием Погосяном, в полуфинале уступил венгру Патрику Сзуровскому, а в схватке за 3 место одолел молдаванина Ивана Недялко, тем самым завоевал бронзовую медаль. 30 марта 2022 года на чемпионате Европы в Будапеште в схватке за бронзовую медаль уступил турку Осману Гёчену. 

## Спортивные результаты
- Маккабиада 2017 — ;
- Чемпионат мира по борьбе U23 2017 — ;
- Чемпионат Европы по борьбе среди юниоров 2017 — ;
- Чемпионат Европы по борьбе 2019 — 8;
- Европейские игры 2019 — 11;
- Чемпионат мира по борьбе 2019 — 14;
- Чемпионат Европы по борьбе 2020 — 17;
- Индивидуальный кубок мира по борьбе 2020 — 8;
- Чемпионат Европы по борьбе 2021 — 9;
- Чемпионат мира по борьбе 2021 — 11;
- Чемпионат Европы по борьбе 2022 — 5;